# 179 (tal)
179 är det naturliga talet som följer 178 och som följs av 180.

## Inom vetenskapen
- 179 Klytaemnestra, en asteroid

## Inom matematiken
- 179 är ett udda tal.
- 179 är ett Primtal